# マンガン団塊
マンガン団塊（マンガンだんかい、英: manganese nodule）、多金属団塊 (英: polymetallic nodule) とは、深海の海底に存在する球状の凝結塊であり、コアの周りに同心円状に水酸化鉄と水酸化マンガンが層状に凝結したものである。コアは、微化石(放散虫や有孔虫)の殻や、燐灰石などのリン酸塩鉱物に置換されたサメの歯や、玄武岩のデブリ、さらには既に形成されていた別の団塊（ノジュール）の破片であることもある。 コアは顕微鏡的大きさであることもあり、結晶化作用により完全にマンガン鉱物に置換されていることもある。

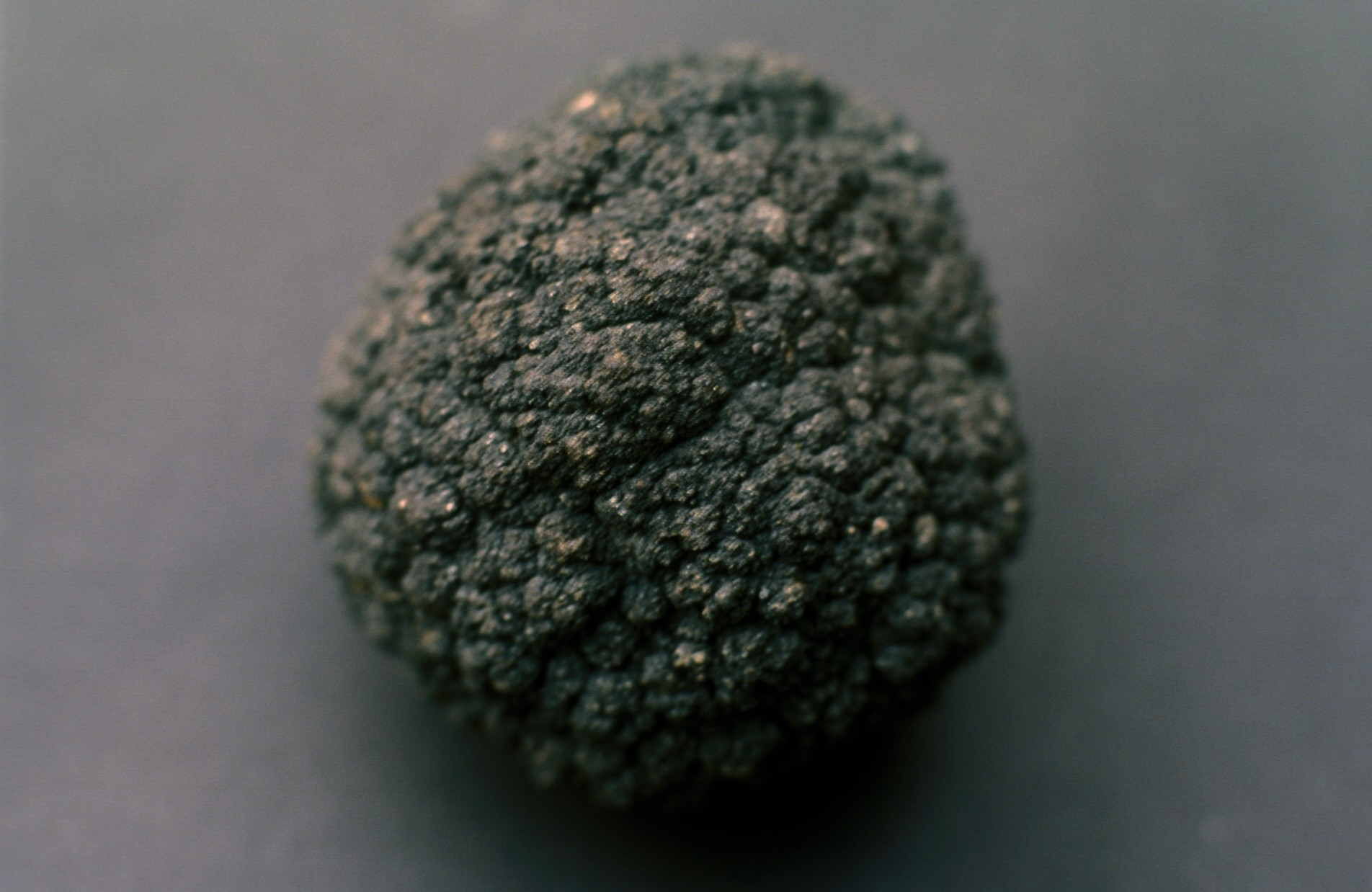
マンガン団塊（写真の幅は20 cm）

## 外観
マンガン団塊には様々な大きさがあり、小さいものは顕微鏡で観察するような微粒子、大きいものは20cm以上の大きさとなるが、直径5cm-10cm程度の大きさのものが最も多い。マンガン団塊の表面は通常平滑であるが、粗面やブツブツした乳頭状や不規則なものも存在する。底面側は、海底の堆積物に埋まっているので、上部より粗面となる。

## 成長と化学組成
マンガン団塊の成長は地質学的な現象の中でも遅いものの一つで、放射性同位体元素の分析によれば1cm成長するために数百万年単位の時間を要する。凝結する金属の由来には様々なものが知られている。陸地から流入するなどして海水に含有された金属が沈殿した (海洋起源 hydrogenous)もの、海水中のマンガンの垂直移動に伴うもの(diagenetic 二次的生成)、火山活動に伴う温泉水から派生した金属によるもの（熱水起源 hydrothermal）、玄武岩デブリの分解によるもの(halmyrolitic)、微生物の活動による(水)酸化物の沈殿によるもの(生物起源 biogenic)がある。
海水からの化学的沈殿には、マンガン団塊に含まれる酸化鉄が触媒として働いていると考えられている。生物起源には有孔虫の底生群集によるものと、バクテリアによるMn2+の酸化が考えられている。複数の過程が並行的に作用することもあるし、ある過程の後に別の過程を受けてマンガン団塊が成長することもある。
マンガン団塊中のMnO2は主に轟石、バーネス鉱、ベルナド鉱(δ MnO2)として存在している。轟石は2価のマンガンを含んでおり、これがZn2+,Ni2+,Co2+に置換することでこれらの金属を含むことができると考えられている。δ-MnO2はもっとも結晶化されていないものであるが、この中にはCoを多く含むものも存在する。

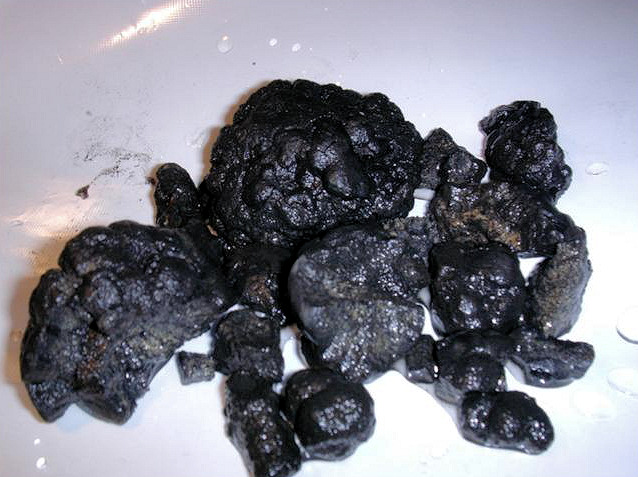
太平洋の深海底から採取されたマンガン団塊

マンガン団塊の化学組成は、マンガン鉱物の種類や大きさ、コアの種類によって変化する。経済的観点から価値がある種類について言えば、マンガン(27%-30%)、ニッケル(1.25-1.5%)、銅(1-1.4%)、コバルト(0.2-0.25%)を含む。また、別の種類のマンガン団塊は鉄(6%)、ケイ素(5%)、アルミニウム(3%)とそれより少ない量のカルシウム、ナトリウム、マグネシウム、カリウム、チタン、バリウムを主に水酸化物として含む。

## 分布
マンガン団塊の多くは半分もしくは完全に堆積物に埋もれた状態で海底に存在する。その量は場所により大きく異なり、多い場所ではマンガン団塊が互いに接しあうようになっていて海底の70%を占めていることもある。 団塊の総量は、ロンドン地質博物館のAlan A. Archerの見積り(1981)によれば、5,000億tとされる。どの深さにも分布しうるものであり、湖にも存在する。しかし、最も高密度に分布するのは深度4,000-6,000mの深海平原である。
マンガン団塊は1868年に北極海のシベリア沖、カラ海で発見された。チャレンジャー号(HMS Challenger)の科学探検航海 (1872–1876)により、世界中の大洋のほとんどに分布することが判った。

## 資源としてのマンガン団塊
マンガン団塊の開発への関心の高まりは、1960年代と1970年に鉱業団体の間で大きな活動を起こした。有望な資源を調査し、採掘と精錬の技術を研究開発するために数億ドルもが投資された。初期の実験は、アメリカ合衆国、カナダ、イギリス、西ドイツ、ベルギー、オランダ、イタリア、日本が参加する四つの国際団体（国際コンソーシアム）と、フランスと日本の私企業と機関によって主になされた。また、公的資金が投入されている機関がソビエト連邦、インド、中国にあった。
1970年代の中盤、7,000万ドルの国際合弁事業は数トンものマンガン団塊を東赤道太平洋の深海平原(深さ5,500m以上)から採取することに成功した。集められたマンガン団塊から、多くの量のニッケル(このプロジェクトでの一応の目的金属)と銅、コバルトが乾式冶金と湿式冶金の両方で抽出された。この8年間のプロジェクトにはいくつかの開発が付随して実施され、これには、曳航されたサイドスキャンソナーの配列でシルト上の団塊の数密度を評価し、同時に垂直向きの誘導低周波音響ビームによるサブボトムプロファイリングを行ったことなどがある。
しかしこのプロジェクトで養われた技術とノウハウは一度も商業化されていない。というのも最近(2000年ごろ)の数十年、ニッケルの生産は十分であったからである。 35億ドル（1978年）と見積もられる投資額も、商業化が難しい要因の一つである。住友金属鉱山は、地位を維持する程度の小規模な採掘技術に関する研究を続けている。
鉱物資源として注目されているのは下記の地域である。資源量と金属含有量の観点から見れば、ハワイと中央アメリカの間にある東赤道太平洋のクリッパートン断裂帯のものが最も有望とされる。
- 北中央太平洋
- 南太平洋のペルー海盆
- 中央および北インド洋
- 南鳥島の東の海底

### 開発と法律
発展途上国を中心に、深海底の資源は人類の共有財産として扱い、収益は開発国と残りの国際社会で配分されるべきだという主張が唱えられた。1982年には国連海洋条約が採択された。1994年には公海における全ての深海採掘を操作する責任をもった国際海底機構が設立された。この機構の最初の法的な成果は、開発におけるあらゆる副作用から海洋環境を保護する既定を含むマンガン団塊の開発規制の採択であった。機構はこれに続いて7つの私的・公的団体と15年契約を結び(2001-2002)、それぞれに75,000km2の広さの指定された海底でマンガン団塊の探査を行う排他的な権利を与えた。アメリカ合衆国は、探査の初期に重要な役割を果たしたが、この国際海洋条約には加盟していない。

### 採掘作業による自然環境への影響
深海での採掘は、数万kmにも渡って深海生態系に影響しうる。また、マンガン団塊の成長には数十年から数百万年かかり、資源回復には時間がかかる。深海の生物とその生態は未知の領域が多く、採掘の影響を予測するのは大変困難である。環境変化や底生生物の直接的な死、堆積物を浮遊させることによる濾過摂食者の窒息死などが懸念されている。

## このトピックを扱った文献
- Wyville Thomson (1875). “On the cruise of H.M.S. Challenger”. Preceedings of the Royal Society of London.
- Cronan, D. S. (1980). Underwater Minerals. London: Academic Press. ISBN 0-12-197480-4
- Cronan, D. S. (2000). Handbook of Marine Mineral Deposits. Boca Raton: CRC Press. ISBN 0-8493-8429-X
- Cronan, D. S. (2001). "Manganese nodules". In Steele, J.; Turekian, K.; Thorpe, S. (ed.). Encyclopedia of Ocean Sciences. San Diego: Academic Press. pp. 1526–1533. ISBN 0-12-227430-X。
- Earney, F. C. (1990). Marine Mineral Resources. London: Routledge. ISBN 0-415-02255-X
- Roy, S. (1981). Manganese Deposits. London: Academic Press. ISBN 0126010803
- Teleki, P. G.; Dobson, M. R.; Moore, J. R.; von Stackelberg, U. (1987). Marine Minerals: Advances in Research and Resource Assessment. Dordrecht: D. Riedel. ISBN 90-277-2436-9